# Karin Olsson (kajakarka)
Karin Sigrid Olsson (ur. 23 listopada 1961 w Sundsvall) – szwedzka kajakarka, medalistka mistrzostw świata, olimpijka

## Kariera sportowa
Zajęła 7. miejsca w wyścigach kajaków dwójek (K-2) i czwórek (K-4) na dystansie 500 metrów na mistrzostwach świata w 1979 w Duisburgu zajęli 6. miejsce. Zajęła 5. miejsce w wyścigu dwójek na 500 metrów na igrzyskach olimpijskich w 1980 w Moskwie (jej partnerką była Agneta Andersson).
Zdobyła brązowy medal w wyścigu czwórek na 500 metrów na  mistrzostwach świata w 1981 w Nottingham (razem z nią osadę tworzyły Agneta Andersson, Susanne Wiberg i Eva Karlsson). Wraz z Agnetą Andersson zdobyła brązowy medal w konkurencji dwójek na 500 metrów na mistrzostwach świata w 1982 w Belgradzie, a w konkurencji czwórek zajęła wraz z koleżankami 4. miejsce. Na mistrzostwach świata w 1983 w Tampere zajęła 4. miejsce w wyścigu czwórek. Taki sam rezultat uzyskała na mistrzostwach świata w 1985 w Mechelen, a na mistrzostwach świata w 1986 w Montrealu zajęła w tej konkurencji 5. miejsce.